# Norman Jewison
Norman Frederick Jewison (Toronto, Canadà, 21 de juliol de 1926 - Los Angeles, 20 de gener de 2024) va ser un director, productor i actor canadenc. Director de grans èxits mundials com El violinista a la teulada, Jesucrist superstar o En la calor de la nit. Va ser el fundador de la Canadian Film Centre.

## Biografia
Jewison es va graduar a la Universitat de Toronto. Després de servir a l'Armada durant la Segona Guerra Mundial, a la primera part de la dècada dels 50 es va embarcar en un viatge pel sud dels Estats Units, on va ser sensible als casos de desigualtat i racisme. Aquesta experiència i els sentiments que van produir en Jewison formen part del leitmotiv de la filmografia del realitzador.
El seu debut com a director va ser amb 40 Pounds of Trouble al qual van seguir títols com Send Me No Flowers (1964), L'art de l'amor (1965) o El rei del joc (1965). Però el seu primer èxit va arribar amb En la calor de la nit (1967), una atractiva pel·lícula a mig camí entre el thriller policíac i el cinema de denúncia.
A principi dels 70, arriba el seu altre gran èxit: El violinista a la teulada on retrata a manera de musical i amb un excel·lent sentit de l'humor la vida d'un poble jueu a Ucraïna en plena època tsarista. Durant aquesta dècada va dirigir pel·lícules de temàtiques molt diferents com la futurista Rollerball (1975), el gran musical d'influència hippy Jesucrist superstar (1973) i la compromesa Justícia per a tothom (1979).
El 1981 i amb la seva filmografia completament assentada, Jewison va ser reconegut com a Oficial de l'Orde del Canadà. El 1988, funda el Centre canadenc de cinema, institut de formació de directors situat a Toronto, Ontario. Durant els 80 fins a l'actualitat, Jewison ha alternat els seus projectes cinematogràfica amb telefilms. Ha dirigit 10 projectes per al cinema, molts d'ells menors, encara que destaquen films com Agnès de Déu amb Jane Fonda i Anne Bancroft, Encís de lluna (1987), que va suposar l'Oscar per Cher, o The Hurricane (1999).

## Filmografia com a director
- 40 Pounds of Trouble (1963)
- The Thrill of It All (1963)
- Send Me No Flowers (1964)
- L'art de l'amor (1965)
- El rei del joc (1965)
- Que vénen els russos! (1966)
- En la calor de la nit (1967)
- El cas de Thomas Crown (1968)
- Chicago, Chicago (1969)
- El violinista a la teulada (1971)
- Jesucrist superstar (1973)
- Rollerball (1975)
- F.I.S.T. (1978)
- Justícia per a tothom (1979)
- Amics íntims (1982)
- Història d'un soldat (1984)
- Agnès de Déu (1985)
- Encís de lluna (1987)
- Records de guerra (1989)
- Els diners dels altres (1991)
- Només tu (Only You) (1994)
- L'amic invisible (1996)
- The Hurricane (1999)
- Dinner with Friends (2001) (TV)
- Walter and Henry (2001) (TV)
- La sentència (The Statement) (2003)